# Хайнрих Лудвиг фон Дона-Шлодиен
Хайнрих Лудвиг фон Дона-Шлодиен (на немски: Heinrich Ludwig Burggraf und Graf zu Dohna-Schlodien; * 22 октомври 1772 във Фулнек, Йоркшър; † 9 декември 1833 в Хернхут) е бургграф и граф на Дона-Шлодиен в Източна Прусия/Полша.
Той е единствен син на бургграф и граф Мориц Вилхелм Хайнрих фон Дона-Шлодиен-Кондулмен (1737 – 1777, в Бат, Англия) и съпругата му Мария Агнес фон Цинцендорф-Потендорф (1735 – 1784), дъщеря на теолога граф Николаус Лудвиг фон Цинцендорф (1700 – 1760) и поетесата на църковни песни графиня Ердмута Доротея Ройс-Еберсдорф (1700 – 1756, Хернхут). Внук е на пруския генерал бургграф и граф Кристоф II фон Дона-Шлодиен (1702 – 1762) и графиня Фридерика Амалия Албертина фон Золмс-Вилденфелс (1714 – 1755). Правнук е на бургграф и граф Кристоф I фон Дона-Шлодиен (1665 – 1733).

## Фамилия
Хайнрих Лудвиг фон Дона-Шлодиен се жени на 18 май 1800 г. в Лауза за Мариана фон Шьонберг (* 10 август 1779, Хермсдорф; † 8 септември 1805 в Хермсдорф), дъщеря на Петер Август фон Шьонберг и графиня Шарлота Доротея фон Хойм. Бракът е бездетен.
Хайнрих Лудвиг фон Дона-Шлодиен се жени втори път на 11 ноември 1806 г. във Вернигероде за Фридерика фон Щолберг-Вернигероде (* 16 декември 1776, Вернигероде; † 4 октомври 1858, Хернхут или Гнаденберг), дъщеря на граф Кристиан Фридрих фон Щолберг-Вернигероде (1746 – 1824) и графиня Августа Елеонора фон Щолберг-Щолберг (1748 – 1821). Бракът е бездетен.